# Копринки
 Тази статия е за рода гъби Копринка.  За селото вижте Копринка.  За едноименния язовир вижте Копринка (язовир).
Копринките (Coprinus) са род базидиеви гъби от семейство Coprinaceae. В България растат два ядливи вида върху оборски тор, торища, наторени почви в градини, дворове и ливади от юни до ноември. Повечето от останалите видове не се консумират поради малките им размери и незначителни тегла. Характера на някои видове да растат върху животинска тор допълнително подпомага елиминирането на тези видове от кулинарния интерес.
Плодните тела на повечето видове (Coprinus comatus, C. disseminatus, C. atramentarius и др.) при тотално развитие се втечняват, потъмняват и разпадат. Други, като C. plicatilis изсъхват без разпадане.

## Видове

### Ядливи
- Мастилена копринка
- Порцеланова копринка (C. comatus)

### Копринки срещани често но без хранителна стойност
- C. disseminatus
- С. lagopus
- C. micaceus
- C. niveus
- C. picaceus
- C. plicatilis
- C. radiatus

Някои автори приспадат C. picaceus към слабо отровните гъби. Въпреки това, гъбата мирише силно неприятно.

## Фотогалерия на отровни гъби
- C. disseminatus
- C. micaceus
- C. picaceus
- C. comatus